# Sphenopteris olnensis
Espèce
Sphenopteris olnensis Stockmans est une espèce de fougères fossiles du Dévonien découverte en 1948 au hameau de Froibermont dans la commune d'Olne (Belgique).
Ces fossiles sont conservés dans les collections du musée de l'Institut royal des sciences naturelles de Belgique.
Ce sont des Filicales selon McLoughlin et al. (1995), du genre Sphenopteris Sternberg, 1825.